# 細野次郎

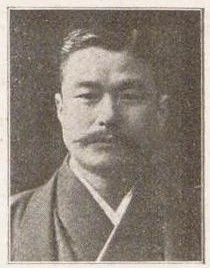
細野次郎

細野 次郎（ほその じろう、1862年8月27日（文久2年8月3日） - 1916年（大正5年）6月15日）は、日本の政治家、衆議院議員（3期）。

## 経歴
上野国佐波郡伊勢崎町（現在の群馬県伊勢崎市）の里正細野時敏と、渋沢栄一の従兄弟である渋沢喜作の姉の次男として生まれる。東京帝国大学法科大学選科に学ぶ。鉱山業を営み、群馬県会議員、臨時治水調査会委員、群馬商工銀行、百工商会各(株)監査役となる。
1902年の第7回衆議院議員総選挙において群馬県郡部から壬寅会公認でで立候補して初当選した。1903年の第8回衆議院議員総選挙は不出馬。1908年の第10回衆議院議員総選挙では無所属で立候補してトップ当選した。1912年の第11回衆議院議員総選挙で再選。衆議院議員を3期務め、翌1913年に辞職した。1916年に死去した。